# Lepenica (Šibenik)
Lepenica (olaszul: Lepenizza) falu Horvátországban Šibenik-Knin megyében. Közigazgatásilag Šibenikhez tartozik.

## Fekvése
Šibeniktől légvonalban 19, közúton 24 km-re délkeletre, Dalmácia középső részén, a keleti megyehatáron fekszik.

## Története
A település már a középkorban is létezett. Ezt bizonyítja a belterülettől északkeletre található temploma, mely középkori alapokra épült. Középkori eredetét az akkori szokás szerinti keletelt építése is igazolja. A környék falvaival együtt a 16. század közepén foglalta el a török és a 17. század végéig uralma alatt maradt. Ebben az időszakban pusztult el a középkori templom is. A török kiűzése után velencei uralom következett. Templomát a 18. században újjáépítették. 1797-ben a Velencei Köztársaság megszűnésével a Habsburg Birodalom része lett. 1806-ban Napóleon csapatai foglalták el és 1813-ig francia uralom alatt állt. Napóleon bukása után ismét Habsburg uralom következett, mely az első világháború végéig tartott. A falunak 1857-ben 128, 1910-ben 160 lakosa volt. Az első világháború után rövid ideig az Olasz Királyság, ezután a Szerb-Horvát-Szlovén Királyság, majd Jugoszlávia része lett. Lakossága mezőgazdaságból, szőlőtermesztésből élt. A délszláv háború során a település mindvégig horvát kézen volt. 2011-ben 68 lakosa volt.

## Lakosság
| Lakosság változása | Lakosság változása | Lakosság változása | Lakosság változása | Lakosság változása | Lakosság változása | Lakosság változása | Lakosság változása | Lakosság változása | Lakosság változása | Lakosság változása | Lakosság változása | Lakosság változása | Lakosság változása | Lakosság változása | Lakosság változása |
| ------------------ | ------------------ | ------------------ | ------------------ | ------------------ | ------------------ | ------------------ | ------------------ | ------------------ | ------------------ | ------------------ | ------------------ | ------------------ | ------------------ | ------------------ | ------------------ |
| 1857               | 1869               | 1880               | 1890               | 1900               | 1910               | 1921               | 1931               | 1948               | 1953               | 1961               | 1971               | 1981               | 1991               | 2001               | 2011               |
| 128                | 125                | 117                | 124                | 145                | 160                | 170                | 200                | 186                | 193                | 216                | 209                | 145                | 109                | 89                 | 68                 |

## Nevezetességei
Nagy Szent Gergely pápa tiszteletére szentelt római katolikus templomát a középkori templom alapjain 1727 és 1728 között építette Domenico Scotti mester. A templom egyhajós épület. Homlokzatán a bejárat mellett két kisebb ablak felette rózsaablak látható. A homlokzat feletti oromzaton áll a pengefalú harangtorony, benne két haranggal. A templom körül található a falu temetője.